# Talleres de Arte Actual
Talleres de Arte Actual se denominó a los talleres realizados en el Círculo de Bellas Artes de Madrid, impartidos por artistas de prestigio internacional con el fin de complementar la enseñanza reglada de las Bellas Artes. Estos talleres iban dirigidos a estudiantes, y artistas con el fin de establecer un contacto directo con los profesionales.

## Historia
Fundados en el año 1983, creados por la nueva junta directiva desde el inicio de la nueva etapa de transformación del Círculo de BB AA en ese mismo año.El éxito de los Talleres de Arte Actual organizado por el Área de Artes Plásticas animó a otras áreas del CBA a desarrollar programas similares. A partir de 1985 dieron comienzo los talleres de fotografía, y desde 1986 comenzaron también a programarse los talleres y seminarios del área de imagen y vídeo. El área de música, teatro y danza celebró también sus respectivos talleres.  
El programa de talleres se desarrolló entre octubre de 1983 y junio de 1997. Desde su primera convocatoria tuvo gran acogida entre los jóvenes artistas, muchos de ellos licenciados en Bellas Artes que se inscribieron en los talleres con el fin de tomar contacto directo con artistas en activo de renombrado prestigio. Alfonso Fraile y Joan Hernández Pijuan, Juan Genovés,  Jordi Teixidor, Eduardo Arroyo, Frederic Amat, Carlos León, Marisa González, Chema Cobo, Julian Snhnabel, Javier Vallonrat etc.

En el Taller de Arte Actual dirigido por Marisa González en Circulo de BBAA de Madrid, el año 1992, con Mar Nuñez, Alvaro Perdices, Elena Montaña y Virginia.

El CBA, tras ver los resultados de esta fructífera actividad, creó al final de cada temporada, como la clausura de esta, una exposición colectiva para mostrar los resultados obtenidos en cada taller.  La demanda de plazas superó las previsiones  por la diversidad de la oferta. Pronto esta iniciativa animaría a la creación de talleres similares en otras ciudades de España.
Tanto críticos como comisarios, galerístas y coleccionistas buscaban en estas muestras anuales,  nuevas propuestas y nombres prometedores para el futuro panorama del arte español. 